# 이지종 루이스 두스 산투스
이지종 루이스 두스 산투스(포르투갈어: Edison Luiz dos Santos, 1985년 12월 9일 ~ )는 타라바이로 불리는 브라질의 축구 선수로, 포지션은 공격수이다. 공격 진영 모든 포지션을 소화 가능하며, 양 발을 잘 쓰는 것으로 알려져 있다. 2018년 현재 사우디아라비아 최상위 리그 사우디 프로리그의 알라에드에서 활약하고 있다.

## 축구인 경력

### 클럽 경력
7살 풋살에 입문하며 축구를 처음 시작한 타라바이는 히우프레투에서 프로 선수로 데뷔했다. 2011년 시즌 중반 몰타의 비토리오사 스타스로 이적하였고, 이후 하이버니언스 FC로 이적하여 2013-14 시즌, 2014-15 시즌 리그 득점왕을 차지하였다.
2015년 3월 서울 이랜드 FC로 1년간 임대되었다. K리그 챌린지 2015 2라운드가 펼쳐진 3월 29일 FC 안양을 상대로 하는 서울올림픽주경기장에서의 홈 경기에 교체출전하여 서울 이랜드에서의 첫번째 경기를 가졌다. 이는 서울 이랜드의 역사상 첫 경기이기도 하였다. 5월 10일 경남 FC와의 8라운드 원정경기에서 3-2 승리를 거두었는데, 타라바이가 팀의 세번째 골이자 팀의 결승골을 기록했으며, 서울 이랜드에서의 첫 번째 득점을 성공시켰다. 이후 강원 FC와 충주 험멜을 상대로 세 경기 연속골을 터뜨렸으며, 골 수는 네 골이었다. 9월 23일 35라운드 안산 무궁화를 상대로 득점을 기록한 것을 시작으로, 42라운드 경남 FC와의 경기까지 7경기 동안 9골을 기록하기도 하였다. 36라운드 FC 안양을 상대로 해트트릭을 기록하였으며, 주민규를 뒤따라 서울 이랜드의 역대 두번째 해트트릭을 기록하기도 하였다. 시즌 종료 이후, 타라바이는 하이버니언스로 임대 복귀하였다.
2016년 2월 타라바이는 서울 이랜드 FC로 다시 임대되었다. K리그 챌린지 2016 2라운드 대전 시티즌과의 홈 경기에서 멀티골을 기록하고, 팀의 2-0 승리를 견인하며 팬들에게 그의 복귀를 알렸다. 38라운드 강원 FC를 상대로 골을 기록한 이후, 시즌 종료까지 6경기에 출전하여 5골을 기록하기도 하였다. 2016시즌 이후 다시 원 소속팀으로 돌아갔다.
2017년 2월 사우디 프로리그 알바틴 FC로 1년 임대 이적하였다. 타라바이는 알바틴에서 29경기에 출전하여 7골 7도움을 기록하였다.
2017년 1월 31일 알라에드로 완전 이적하였다.

## 선수 기록
2018년 7월 1일 기준
| 클럽 경력           | 클럽 경력           | 클럽 경력           | 리그 | 리그 | 리그 | FA컵 | FA컵 | FA컵 | 대륙 대회 | 대륙 대회 | 대륙 대회 | 총합 | 총합 | 총합 |
| 시즌                | 소속                | 디비전              | 출장 | 득점 | 도움 | 출장 | 득점 | 도움 | 출장      | 득점      | 도움      | 출장 | 득점 | 도움 |
| 브라질              | 브라질              | 브라질              | 리그 | 리그 | 리그 | FA컵 | FA컵 | FA컵 | 대륙 대회 | 대륙 대회 | 대륙 대회 | 총합 | 총합 | 총합 |
| ------------------- | ------------------- | ------------------- | ---- | ---- | ---- | ---- | ---- | ---- | --------- | --------- | --------- | ---- | ---- | ---- |
| 2010                | 히우프레투          | CPA 2               | 13   | 3    | 0    | 0    | 0    | 0    | –         | –         | –         | 13   | 3    | 0    |
| 몰타                | 몰타                | 몰타                | 리그 | 리그 | 리그 | FA컵 | FA컵 | FA컵 | 대륙 대회 | 대륙 대회 | 대륙 대회 | 총합 | 총합 | 총합 |
| 2010-11             | 비토리오사 스타스   | MPL                 | 17   | 6    | 0    | 0    | 0    | 0    | –         | –         | –         | 17   | 6    | 0    |
| 2010-11             | 하이버니언스        | MPL                 | 17   | 6    | 3    | 3    | 1    | 2    | –         | –         | –         | 20   | 7    | 5    |
| 2011-12             | 하이버니언스        | MPL                 | 30   | 23   | 7    | 4    | 4    | 3    | –         | –         | –         | 34   | 27   | 10   |
| 2012-13             | 하이버니언스        | MPL                 | 8    | 6    | 2    | 2    | 3    | 0    | 0         | 0         | 0         | 10   | 9    | 2    |
| 헝가리              | 헝가리              | 헝가리              | 리그 | 리그 | 리그 | FA컵 | FA컵 | FA컵 | 대륙 대회 | 대륙 대회 | 대륙 대회 | 총합 | 총합 | 총합 |
| 2012-13             | 케치케메트          | NB I                | 11   | 1    | 0    | 0    | 0    | 0    | –         | –         | –         | 11   | 1    | 0    |
| 몰타                | 몰타                | 몰타                | 리그 | 리그 | 리그 | FA컵 | FA컵 | FA컵 | 대륙 대회 | 대륙 대회 | 대륙 대회 | 총합 | 총합 | 총합 |
| 2013-14             | 하이버니언스        | MPL                 | 29   | 21   | 9    | 3    | 1    | 1    | 2         | 0         | 0         | 34   | 22   | 9    |
| 2014-15             | 하이버니언스        | MPL                 | 23   | 24   | 12   | 3    | 2    | 0    | –         | –         | –         | 26   | 26   | 12   |
| 대한민국            | 대한민국            | 대한민국            | 리그 | 리그 | 리그 | FA컵 | FA컵 | FA컵 | 대륙 대회 | 대륙 대회 | 대륙 대회 | 총합 | 총합 | 총합 |
| 2015                | 서울 이랜드         | K2                  | 35   | 18   | 3    | 1    | 0    | 0    | –         | –         | –         | 36   | 18   | 3    |
| 2016                | 서울 이랜드         | K2                  | 37   | 12   | 3    | 2    | 3    | 0    | –         | –         | –         | 39   | 15   | 3    |
| 사우디아라비아      | 사우디아라비아      | 사우디아라비아      | 리그 | 리그 | 리그 | FA컵 | FA컵 | FA컵 | 대륙 대회 | 대륙 대회 | 대륙 대회 | 총합 | 총합 | 총합 |
| 2016-17             | 알바틴              | SPL                 | 12   | 4    | 5    | 0    | 0    | 0    | –         | –         | –         | 36   | 18   | 3    |
| 2017-18             | 알바틴              | SPL                 | 17   | 3    | 2    | 1    | 1    | 0    | –         | –         | –         | 18   | 4    | 2    |
| 2017-18             | 알라에드            | SPL                 | 8    | 3    | 0    | 0    | 0    | 0    | –         | –         | –         | 8    | 3    | 0    |
| 브라질 통산         | 브라질 통산         | 브라질 통산         | 13   | 3    | 0    | 0    | 0    | 0    | 0         | 0         | 0         | 13   | 3    | 0    |
| 몰타 통산           | 몰타 통산           | 몰타 통산           | 124  | 86   | 33   | 15   | 11   | 6    | 2         | 0         | 0         | 141  | 97   | 35   |
| 헝가리 통산         | 헝가리 통산         | 헝가리 통산         | 11   | 1    | 0    | 0    | 0    | 0    | 0         | 0         | 0         | 11   | 1    | 0    |
| 대한민국 통산       | 대한민국 통산       | 대한민국 통산       | 72   | 30   | 6    | 3    | 3    | 0    | 0         | 0         | 0         | 75   | 33   | 6    |
| 사우디아라비아 통산 | 사우디아라비아 통산 | 사우디아라비아 통산 | 37   | 10   | 7    | 1    | 1    | 0    | 0         | 0         | 0         | 38   | 11   | 8    |
| 커리어 통산         | 커리어 통산         | 커리어 통산         | 257  | 130  | 46   | 19   | 15   | 0    | 0         | 0         | 0         | 276  | 145  | 46   |

## 그 외
브라질 상파울루 근교의 오자스쿠라는 작은 마을에서 태어난 타라바이는 어릴적 가족 모두가 타라바이라는 도시로 이사했다. 타라바이라는 애칭은 그가 자란 도시의 이름을 딴 것이다.